# Parnahyba Sport Club
Il Parnahyba Sport Club, noto anche semplicemente come Parnahyba, è una società calcistica brasiliana con sede nella città di Parnaíba, nello stato del Piauí.

## Storia
Il club è stato fondato il 1º maggio 1913. Il Parnahyba ha vinto il Campionato Piauiense nel 2004, nel 2005, e nel 2006. Ha partecipato alla Coppa del Brasile nel 2004, dove è stato eliminato al primo turno dal Nacional-AM, nel 2006, dove è stato eliminato al primo turno dall'ABC, e nel 2007, dove è stato eliminato al primo turno dal Náutico. Il club ha partecipato al Campeonato Brasileiro Série C nel 2005, dove è stato eliminato alla prima fase. Il club ha vinto di nuovo il Campionato Piauiense nel 2012 e nel 2013.

## Palmarès

### Competizioni statali
- Campionato Piauiense: 13

1916, 1919, 1924, 1925, 1927, 1929, 1930, 1940, 2004, 2005, 2006, 2012, 2013